# Patrik Vogl
Patrik Vogl (* 7. Juli 1985 in München) ist ein deutscher Eishockeyspieler (Allrounder), der zuletzt bei den Heilbronner Falken in der DEL2 unter Vertrag stand.

## Karriere
Vogl begann seine Karriere in der Saison 2000/01 bei den Starbulls Rosenheim in der DNL, für die er dann in der Saison 2002/03 sein erstes Spiel in der Bayernliga bestritt.
Nach seiner Zeit in Rosenheim wechselte er zu Beginn der Saison 2003/04 zum EHC München in die Oberliga, bei dem er eine solide Saison spielte, nach der die Wölfe Freiburg ihm einen Vertrag für die Saison 2004/05 in der 2. Bundesliga anboten. In Freiburg konnte er jedoch nicht überzeugen, und so kehrte er nach einigen Spielen zum EHC München zurück, mit dem ihm in der Saison 2004/05 der Aufstieg in die 2. Bundesliga gelang. In der Saison 2006/07 hatte Vogl per Förderlizenz seinen ersten Einsatz in der DEL bei den Straubing Tigers.
Zur Saison DEL 2007/08 wechselte Vogl zum ERC Ingolstadt und wurde per Förderlizenz auch bei seinem ehemaligen Verein, dem EHC München, eingesetzt.
Nach einem Jahr in der DEL entschloss sich Vogl zur Saison 2008/09 zu einem Wechsel zum HC Innsbruck in die EBEL. Nachdem sich der HC Innsbruck aus finanziellen Gründen zum Ausstieg aus der höchsten österreichischen Spielklasse entschied, kehrte Vogl zur Saison 2009/10 zum EHC München zurück. Bis 2011 spielte er bei den Isarstädtern, ehe er einen Vertrag beim Zweitbundesligisten Eispiraten Crimmitschau unterschrieb, für die er bis 2013 spielte. Die darauffolgende Saison verbrachte Vogl in Bietigheim bei den Steelers, ehe er zur Saison 2014/15 zum DEL2-Neuaufsteiger Löwen Frankfurt wechselte.

## Statistiken
(Legende zur Spielerstatistik: Sp oder GP = absolvierte Spiele; T oder G = erzielte Tore; V oder A = erzielte Assists; Pkt oder Pts = erzielte Scorerpunkte; SM oder PIM = erhaltene Strafminuten; +/− = Plus/Minus-Bilanz; PP = erzielte Überzahltore; SH = erzielte Unterzahltore; GW = erzielte Siegtore; 1 Play-downs/Relegation; Kursiv: Statistik nicht vollständig)